# Ösung
Ösung ou Ngadak Ösung (tibétain : མངའ་བདག་འོད་སྲུང, Wylie : mang' bdag 'od-srung, THL : Ngadak Ösung ou Namdé ösung (tibétain : གནམ་ལྡེ་འོད་སྲུང, Wylie : gnam lde 'od srung, THL : Namdé ösung) ; chinois : 安达·俄松 ; pinyin : āndá ésōng), né en 843 (ou 847) et mort en shing-glang, (probablement 905) est un des fils de Jomo Tsenmo Pen (tibétain : ཇོ་མོ་བཙན་མོ་འཕན, Wylie : jo-mo btsan-mo 'Phan, THL : jomo tsenmo pen), et de Langdarma, dernier empereur de l'Empire du Tibet, assassiné par un ermite bouddhiste en 842 (ou 846), ösung naissant l'année suivant sa mort.

## Biographie
À la mort de son père, Ösung engage une guerre de succession avec son frère, Yumten (tibétain : མངའ་བདག་ཡུམ་བརྟན་, Wylie : mang' bdag yum-brtan, THL : Ngadak Yumten), c'est le début de l'ère de la fragmentation. Les successeurs d'Ösung contrôlent alors le Tö et le Ngari, qui devient le royaume de Gugé, tandis que ceux de Yumten contrôlent l'Ü.
Son fils, Depal Khortsen né en chu-glang (893), le remplace sur le trône de 870 à 900.
Ösung meurt à Phangs-mda (tibétain : ཕངས་མད, Wylie : Phangs-mda, THL : Pangmé) dans le haut Yarlung et est le dernier roi à être mis en tombe dans le cimetière royal de la vallée du Yarlung.